# The Simple Things
The Simple Things é um curta-metragem estadunidense de animação, lançado em 1953 e foi produzido pela Walt Disney Productions. Foi a 126.ª produção da série de filmes do Mickey Mouse, o curta é notável como a última animação a ser lançada nos cinemas.
Posteriormente, depois do lançamento de The Simple Things, foram produzidos os filmes: Mickey's Christmas Carol (1983), The Prince and the Pauper (1990), Runaway Brain (1995), e Get a Horse! (2013).

## Elenco
- Walt Disney como Mickey Mouse
- Pinto Colvig[3] como Pluto